# Edgar Julius Jung
Edgar Julius Jung (Ludwigshafen, 6 de março de 1894 – Oranienburg, 1 de julho de 1934) foi um político conservador e advogado alemão. Foi líder do movimento revolucionário conservador, que foi uma oposição à República de Weimar e também ao movimento nazi. Foi morto pela Gestapo na Noite das Facas Longas.